# Ovaltine
Ovaltine là một thương hiệu của sản phẩm sữa thực vật làm từ hương liệu chiết xuất từ mạch nha (trừ các loại có bao bì màu xanh ngoại trừ sản phẩm ở Thụy Sĩ), và sữa gầy (có vị ca cao). Ovaltine được Wander AG sản xuất, một công ty con của Twinings đó mua lại thương hiệu từ Novartis vào năm 2003, ngoại trừ tại Hoa Kỳ, nơi mà Nestlé mua lại từ Novartis sau này.

## Lịch sử
Ovaltine đầu tiên được chế ra năm 1904 ở Bern, Thụy Sỹ, nơi nó vẫn được biết đến với cái tên Ovomaltine (từ tiếng La Tinh, ovum: trứng, và malt là lúa mạch). Năm 1909, khi được xuất khẩu qua Anh, do lỗi đánh máy, tên thương hiệu bị đổi thành Ovaltine, cái tên đó từ đó được sử dụng ở các cộng đồng tiếng Anh. Tuy nguyên bản được quảng cáo là chỉ có lúa mạch, sữa, trứng, vị ca cao, công thức đã thay đổi nhiều trong nhiều năm qua, đến nay, có nhiều công thức cùng được bán ở nhiều thị trường khác nhau.

## Sản xuất, nhập khẩu và chịu trách nhiệm vể sản phẩm
Công ty TNHH AB Food & Beverages (Thái Lan): 89/5 Moo 10, Soi Wat Suan Som, đường Poochaosamingprai, Samrongtai, Prapradaeng, Samutprakarn 10130, Thái Lan.
Công ty TNHH DKSH Việt Nam: Số 23 Đại lộ Độc Lập, Khu công nghiệp Việt Nam – Singapore, Phường Bình Hòa, Thành phố Thuận An, Tỉnh Bình Dương, Việt Nam.
Công ty Cổ phần Elovi Việt Nam: Khu công nghiệp Nam Phổ Yên, Phường Thuận Thành, Thành phố Phổ Yên, Tỉnh Thái Nguyên, Việt Nam.